# Squaliforma gomesi
Squaliforma gomesi är en fiskart som först beskrevs av Fowler 1942.  Squaliforma gomesi ingår i släktet Squaliforma och familjen Loricariidae. Inga underarter finns listade i Catalogue of Life.